# Sierra de Segura (Comarca)
Die Comarca Sierra de Segura ist eine der 10 Comarcas der spanischen Provinz Jaén. Sie wurde, wie alle Comarcas in der Autonomen Gemeinschaft Andalusien, mit Wirkung zum 28. März 2003 eingerichtet.
Die im Nordosten der Provinz gelegene Comarca umfasst 13 Gemeinden mit einer Fläche von 1.926,90 km².

## Lage
|            | Provinz Ciudad Real                         |                  |
| El Condado | Kompassrose, die auf Nachbargemeinden zeigt | Provinz Albacete |
| Las Villas | Sierra de Cazorla                           | Provinz Granada  |

## Gemeinden
| Gemeinde                 | Einwohner (2024) | Fläche km² | Dichte Einw./km² | Cod INE | Postleitzahl |
| ------------------------ | ---------------- | ---------- | ---------------- | ------- | ------------ |
| Arroyo del Ojanco        | 2.143            | 57,31      | 37               | 23905   | 23340        |
| Beas de Segura           | 4.968            | 159,37     | 31               | 23012   | 23280        |
| Benatae                  | 429              | 44,46      | 10               | 23016   | 23390        |
| Génave                   | 547              | 63,58      | 9                | 23037   | 23392        |
| Hornos                   | 573              | 117,58     | 5                | 23043   | 23292        |
| Orcera                   | 1.717            | 126,21     | 14               | 23065   | 23370        |
| Puente de Génave         | 2.188            | 38,84      | 56               | 23071   | 23350        |
| La Puerta de Segura      | 2.246            | 97,45      | 23               | 23072   | 23360        |
| Santiago-Pontones        | 2.701            | 682,84     | 4                | 23904   | 23290, 23291 |
| Segura de la Sierra      | 1.688            | 225,02     | 8                | 23081   | 23379        |
| Siles                    | 2.109            | 177,85     | 12               | 23082   | 23380        |
| Torres de Albánchez      | 741              | 57,89      | 13               | 23091   | 23391        |
| Villarrodrigo            | 390              | 78,50      | 5                | 23101   | 23393        |
| Comarca Sierra de Segura | 22.440           | 1.926,90   | 12               | –       | –            |

## Nachweise
1. ↑  Instituto Nacional de Estadística Municipal Register of Spain
2. ↑  Orden de 14 de marzo de 2003, por la que se aprueba el mapa de comarcas de Andalucía a efectos de la planificación de la oferta turística y deportiva, Boletín Oficial de la Junta de Andalucía (Amtsblatt der Regierung von Andalusien), Nr. 59 vom 27. März 2003, S. 6248